# Eckhard Leue
Eckhard Leue   (Magdeburg, 20 de març de 1958) és un piragüista en aigües tranquil·les alemany, ja retirat, que va competir sota bandera de la República Democràtica Alemanya durant les dècades de 1970 i 1980.
El 1980 va prendre part en els Jocs Olímpics d'Estiu de Moscou, on guanyà la medalla de bronze en la prova del C-1, 1.000 metres del programa de piragüisme.